# Leszek Balcerowicz
Leszek Henryk Balcerowicz (19 de enero de 1947, Lipno) - político y economista polaco. Miembro de los gobiernos de Tadeusz Mazowiecki y Jan Krzysztof Bielecki. Creador del Plan de Balcerowicz (en polaco: Plan Balcerowicza) - el paquete de leyes, que modificaban la economía polaca- desde un sistema de economía planificada a una economía de mercado. Desde 1995 hasta 2000 fue presidente de la Unión de la Libertad. Desde 2001 hasta 2007 presidió el Banco Nacional de Polonia.